# 염상 (후한)
염상(閻象, ? ~ ?)은 중국 후한 말의 정치가이다.

## 사적
원술(袁術)을 섬겼으며, 관직은 주부(主簿)였다. 《후한서(後漢書)》 원술전(袁術傳), 《삼국지(三國志)》 위서(魏書) 원술전에 등장한다.
흥평(興平) 2년(195년) 겨울, 원술이 황제를 참칭하기 위해 부하들에게 자문을 구하였다. 아무도 대답하는 자가 없었는데, 이때 염상이
| “ | 주(周)의 문왕(文王)은 천하의 3분의 2를 차지하고도 은(殷)의 신하로 있었습니다. | ” |

라고 말하며, 한나라가 존재하는 이상 참칭은 시기상조라고 말하였다. 원술은 아무런 말도 하지 않고 불쾌한 표정을 보였으나, 염상의 의견을 받아들였다.
염상은 이후 사서에 더 이상 등장하지 않으며, 건안(建安) 2년(197년) 원술은 황제를 참칭하였다.

## 《삼국지연의》 속 염상
《삼국지연의》에서도 마찬가지로 원술의 황제 참칭을 반대한다. 그러나 원술은 화를 내며 더 이상 말을 계속하면 목을 베어버리겠다고 염상을 협박하고, 억지로 황제를 참칭하였다.

## 같이 보기
- 삼국지 인물 목록